# 冶存禮
冶存禮（1903年—1980年），字復天。青海西寧人。民國37年（1948年）在青海省選區當選第一屆立法委員。

## 生平[1][2]
- 省立第一中學畢業
- 1930年代，私立北平法政學院畢業
- 1927年6月-1928年5月，甘邊寧海護軍使署參謀[3]
- 1929年，在青海省任國民軍孫連仲部軍法官
- 甘肅省化平縣和靜寧縣縣長。卸任後返回青海，歷任電信傳習所教官、青海省南部邊區警備司令部參議、青海省政府參議、省政府秘書處視察員、青海幹訓團訓育幹事、西寧中學及崑崙中學教師、導師等職
- 青海省回教促進會師範教習所講師[4]
- 青海省回教教育促進會立第一小學主事[5]
- 青海省回教教育促進會立高級中學自然教員[6]
- 1933年5月-9月，代理寧定縣縣長[7]
- 1935年4月10日-1936年3月31月，任青海省西寧縣縣長[8]
- 青海省政府建設廳秘書[9]
- 青海省民眾識字考試委員[10]
- 民國37年，當選立法委員，曾出席第一屆立法院第一會期預算委員會、邊政委員會、刑法委員會
- 1951年3月，受聘任青海省土地改革委員會副秘書長，後任青海省政協委員
- 1958年，劃為右派，文化大革命中又受到衝擊
- 1980年平反，同年因病去世，終年78歲